# Невесињска олимпијада
Невесињска олимпијада је традиоционална спортска и културна манифестација коју организије Општина Невесиње под покровитељством Министарства за породицу, омладину и спорт Републике Српске, односно Владе Републике Српске. Одржава се у августу на Братачком лугу код Невесиња. У августу 2011. је одржана 136. Невесињска олимпијада.

## Спортске дисциплине
На такмичењу су заступљене традиционалне и модерне спортске дисциплине. Неке од традиционалних дисциплина су:
- Коњичке трке
- Бацање камена с рамена
- Скакање на мијех
- Потезање конопа
- Потезање клипа
- Пењање на стуб
- Трка у џаку
- Трка са јајетом у кашици
- Скок у даљ из мјеста
- Скок у вис из мјеста
- Трка на 1500 м

## Историја
Коријени такмичења потичу из 1850. а први сачувани плакат који је чува у архиви Црквене Општине Невесиње потиче из 1891. године.